# Parotia berlepschi
Parotia berlepschi là một loài chim trong họ Paradisaeidae.